# Holger Christian von Reedtz

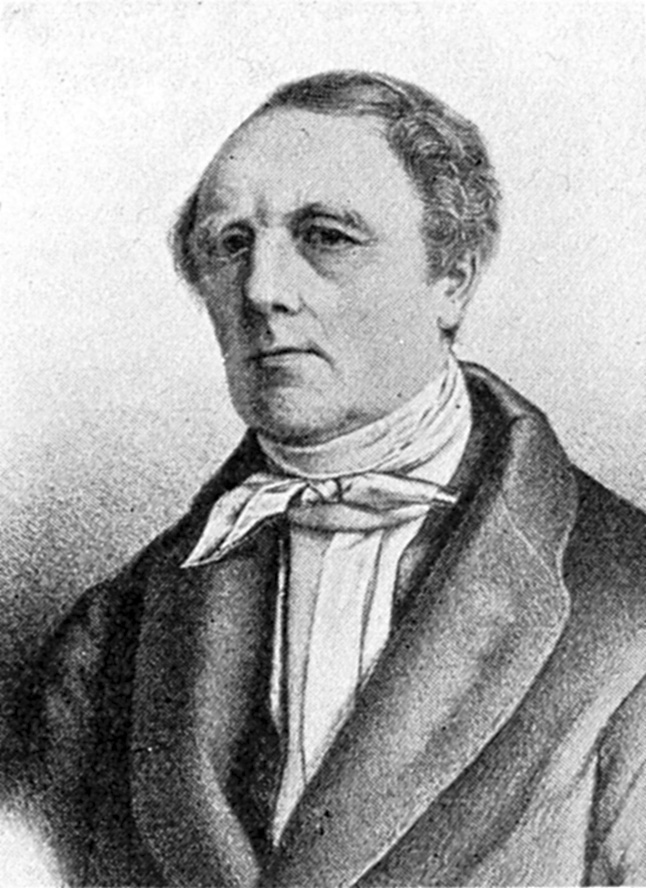
Holger Christian von Reedtz

Holger Christian von Reedtz, auch Holger Christian von Reedtz oder Holger Reedtz, (* 14. Februar 1800 in Odense; † 6. Februar 1857 in Palsgaard) war ein dänischer Politiker, Diplomat, Historiker und Astronom.

## Leben
Reedtz stammte aus einer alten schleswigschen Familie. Er studierte mit Auszeichnung Geschichte und Rechtswissenschaften und legte 1823 das Staatsexamen ab. 1824 wurde er Kammerjunker. Er forschte in dieser Zeit in Süddeutschland, insbesondere in München und Wien und brachte daraufhin 1826 in Göttingen das Werk Geschichte Dänemarks von Knut I. an heraus. Anschließend widmete er sich der Diplomatie.
Reedtz hatte von 1831 bis 1843 ein Sekretariat im Ministerium des Äußeren inne, durch welches ihm einiges an Anerkennung zukam. Er hatte in dieser Stellung unter anderem die Verhandlungen über Schleswig-Holstein zu führen. 1845 folgte der vollständige Rückzug aus Politik und Diplomatie um sich ganz der Wissenschaft widmen zu können.
1850 kehrte er unter Graf Moltke zurück in die Politik und Diplomatie. Er wurde Außenminister von Dänemark und handelte neben Pechlin den Frieden vom 2. Juli 1850 aus. Am 20. Dezember 1851 trat er bereits wieder aus dem Kabinett zurück. Er verstarb auf seinem Landgut.
Seine astronomischen Erkenntnisse beschränken sich hauptsächlich auf einen reichhaltigen Briefwechsel mit Heinrich Christian Schumacher.

## Ehrentitel und Ehrungen
- 1821: Goldmedaille der Universität Kopenhagen für eine hervorragende, historische Abhandlung
- 1823: dänischer Kammerjunker
- 1833: Ritter des Dannebrogordens
- 1840: dänischer Kammerherr
- 1841: Kommandeur des Leopoldsordens
- 1842: Kommandeur der Ehrenlegion
- 1848: Kommandeur des Dannebrogordens
- 1948: Kommandeur des Nordstern-Ordens
- 1850: Großkreuz des Dannebrogordens
- 1851: Ritter des Ordens vom Weißen Adler (Österreich ?)
- 1852: Geheimkonferenzrat